# دلتا ملکه
دلتا ملکه (به انگلیسی: Delta Queen) یک کشتی است که طول آن ۲۸۵ فوت (۸۷ متر) می‌باشد. این کشتی در سال ۱۹۲۶ ساخته شد.